# Южен славей
Вижте пояснителната страница за други значения на Славей.
Южният славей (Luscinia megarhynchos) е птица от семейство Мухоловкови. Среща се и в България.
Славеят е дребна птица с размер 15-16 см. Горната част на тялото е светлокафява с изключение на опашката, която има по-скоро ръждив оттенък. Гърдите и коремът са по-светли и имат кремав цвят. Тялото е елегантно и издължено. Краката са светли. Клюнът е тънък с тъмен цвят.

## Етимология на името
В старобългарския език води началото си от протославянската дума*solvъ – „кремав“, и *ьjь.

## Размножаване
Южният славей пристига в началото на април. Първо идват мъжките в края на март, а женските пристигат малко преди средата на април. Териториална птица е.
Гнезди на ниско в долната част на клоните и храстите. Строи гнездото си предимно от стари листа. Застила най-вътрешната част с тънки тревички.
За периода на размножаване създава две поколения. Женската снася четири-пет тъмнозелени яйца, които се излюпват към четиринадесетия ден от началото на мътенето. След излюпването птичетата вече имат перца, а на дванадесетия ден започват да напускат гнездото.